# Ion Marinescu-Vâlsan
Ion Marinescu-Vâlsan (n. 1865, Mălureni, județul Argeș — d.1936, Mălureni, județul Argeș) a fost un pictor român din secolul al XX-lea. Foarte multe dintre tablourile pictate de el au peisaje pitorești din localitatea natală. Picturile lui de asemenea sunt încurcate des cu ale pictorului celebru Nicolae Grigorescu.

## Date biografice
Fiu de țărani din Mălureni, județul Argeș, a făcut cursurile școlii primare în satul natal, apoi după terminarea liceului, a absolvit Școala de Belle-Arte din București.
În anul 1902, funcționa ca învățător ambulant la școlile din Mălureni. Pictorul Ion Marinescu-Vâlsan a trăit și a pictat în satul, unde începea acțiunea de realizare a unui atelier de olărie pe lângă școală.
Pe 30 martie 1903, locuitorii din comuna Mălureni au decis a zugrăvi din nou biserica lor. Sub conducerea lui "Ion Marinescu-Vâlsan", pictura a fost realizată de către tânărul absolvent al școlii Belle-Arte din capitală, D.I. Belizarie
În 1909, învățătoarea Victoria Marinescu îi ține locul soțului, I. Marinescu-Vâlsan. În condiții deosebit de grele îi învăța pe copii olăria, pictează, deschide expoziții în București.
În 1914 mută atelierul de olărie în propria casă din cătunul Valea Butei. În același an, sunt aduși la Mălureni să învețe olăria copii din orfelinatele din București. Întreținuți de primăria capitalei, ei urmau cursurile de la școala din Mălureni. 
Pictorul Ion Marinescu-Vâlsan a trăit și a pictat în satul natal, unde s-a stins, după o viață de lipsuri, sărac și aproape uitat. Nimeni nu știe unde și câte dintre picturile sale vor mai fi. Gazeta țăranilor, care apărea în Mușătești, județul Argeș, în numărul din 17 iunie 1901, sub semnătura lui Al. Valescu, proprietarul ziarului, publica un articol intitulat Pictorul Marinescu, în care remarca ecoul favorabil declanșat în presa vremii de expoziția de pictură deschisă de I.Marinescu - Vâlsan în rotonda Ateneului român. Mânat de dorul de a se perfecționa, a plecat la Munchen, Veneția, Paris, etc., vizitând și studiind marile saloane ale pictorilor germani, italieni și francezi. Vâlsan avea în pensula lui, ca nimeni altul, tristețea molatecă a satelor, amărăciunea vântului și a ploilor românești.

## Critici
O analiză făcută de C.I. Botez ne spune că: Țara lui Grigorescu e o idilă neîntreruptă. La Vâlsan pământul geme, oftează și scrâșnește.

## Despre picturi
- La casa pădurarului e redată mișcarea ierbii, tremuratului crengilor în vânt.
- Pe dâmb lumina ce scaldă colinele în nimiezuri îți pătrunde în suflet.
- Căsuțele de pe deal recheamă singurătatea și fiorul râpei umbrite de copaci.
- În Spre seară , Mălurenii , Spre toamnă , Sub dâmb , Bătrânii , La răstoacă , La popiș , Pe drum  și  În poiana Doamnei , Vâlsan desfășoară ideile și simțurile sale, prin frumusețile naturii, vibrațiile fireii, efectele de raze.
- Portretele  Singuratica , La vatră  și Pe gânduri  redau chipuri românești din satele noastre.

## Imagini

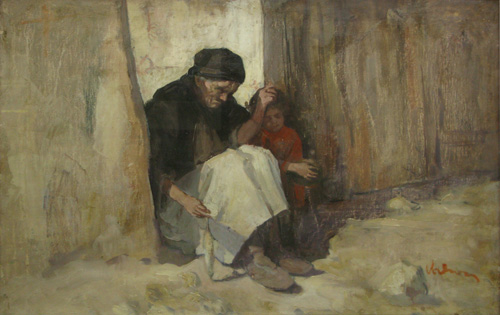
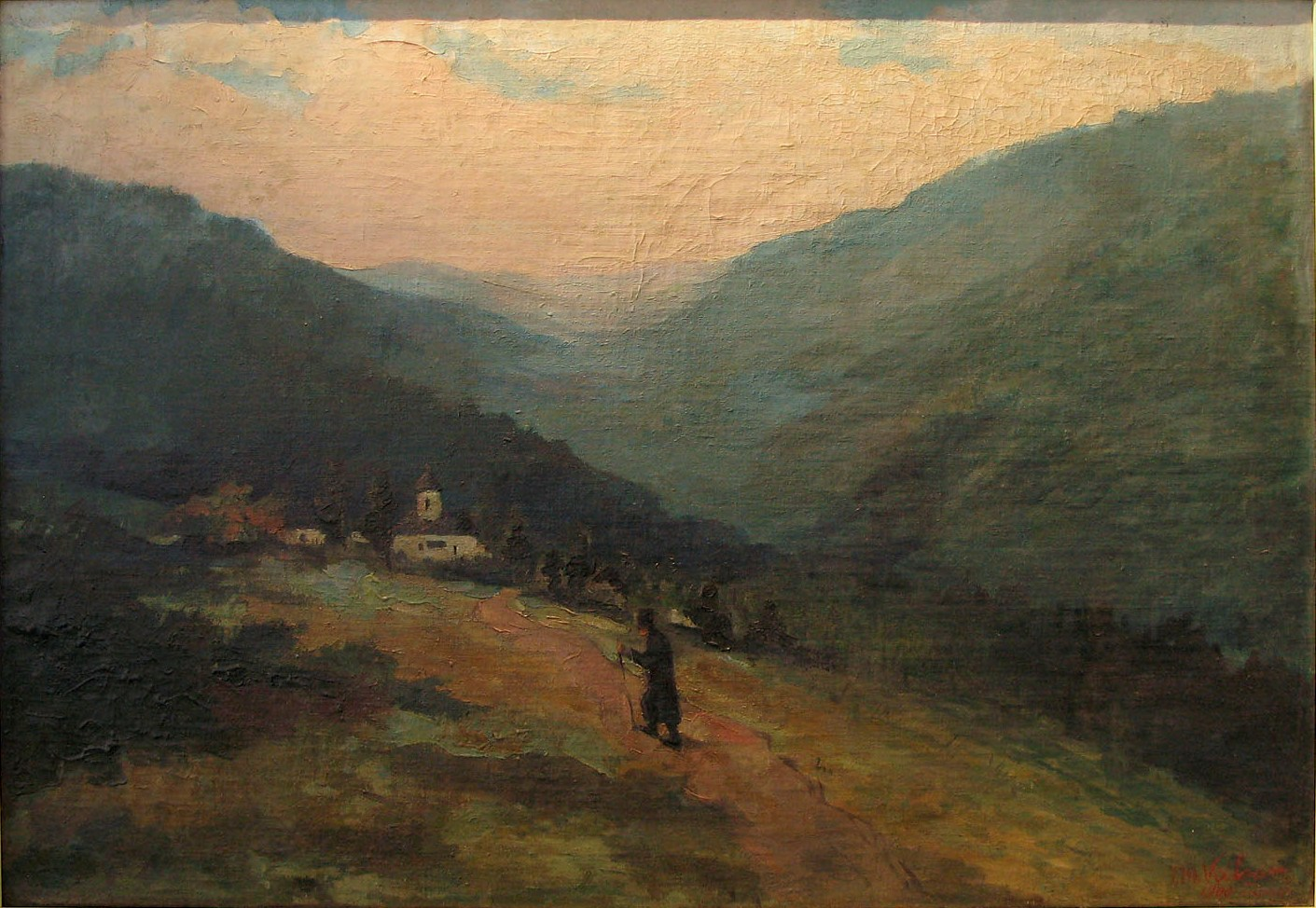
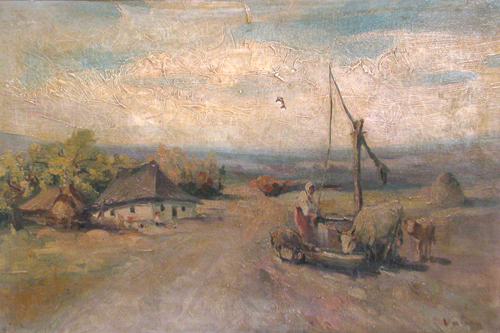
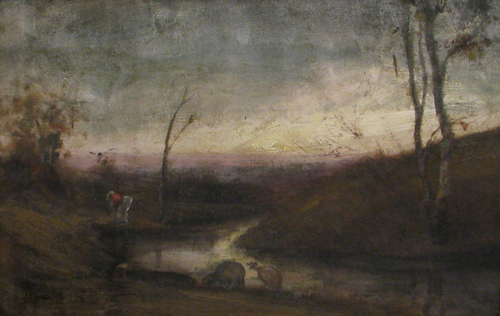
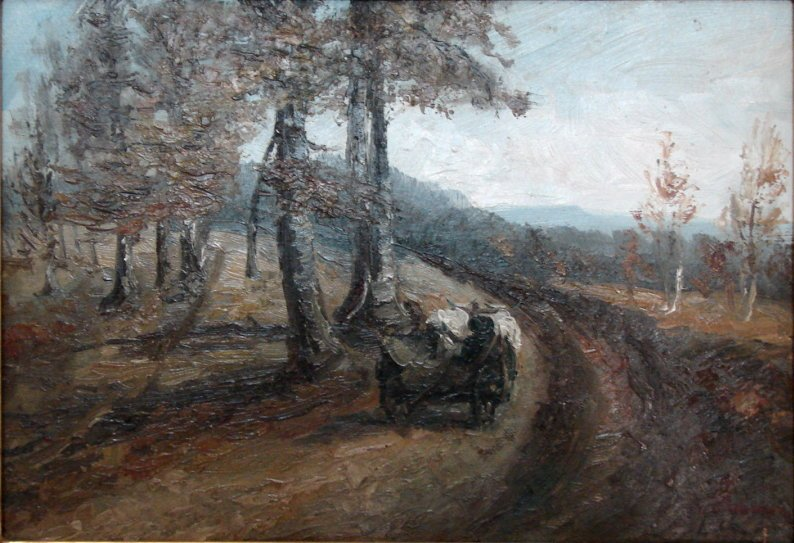
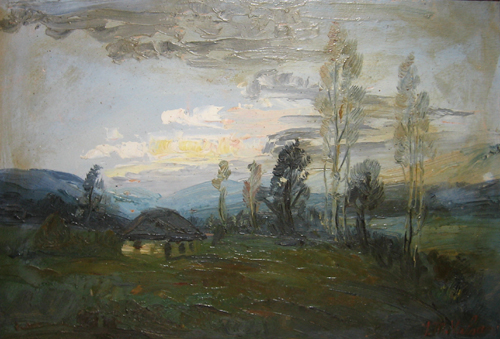